# Ambasciatore d'Italia in Norvegia

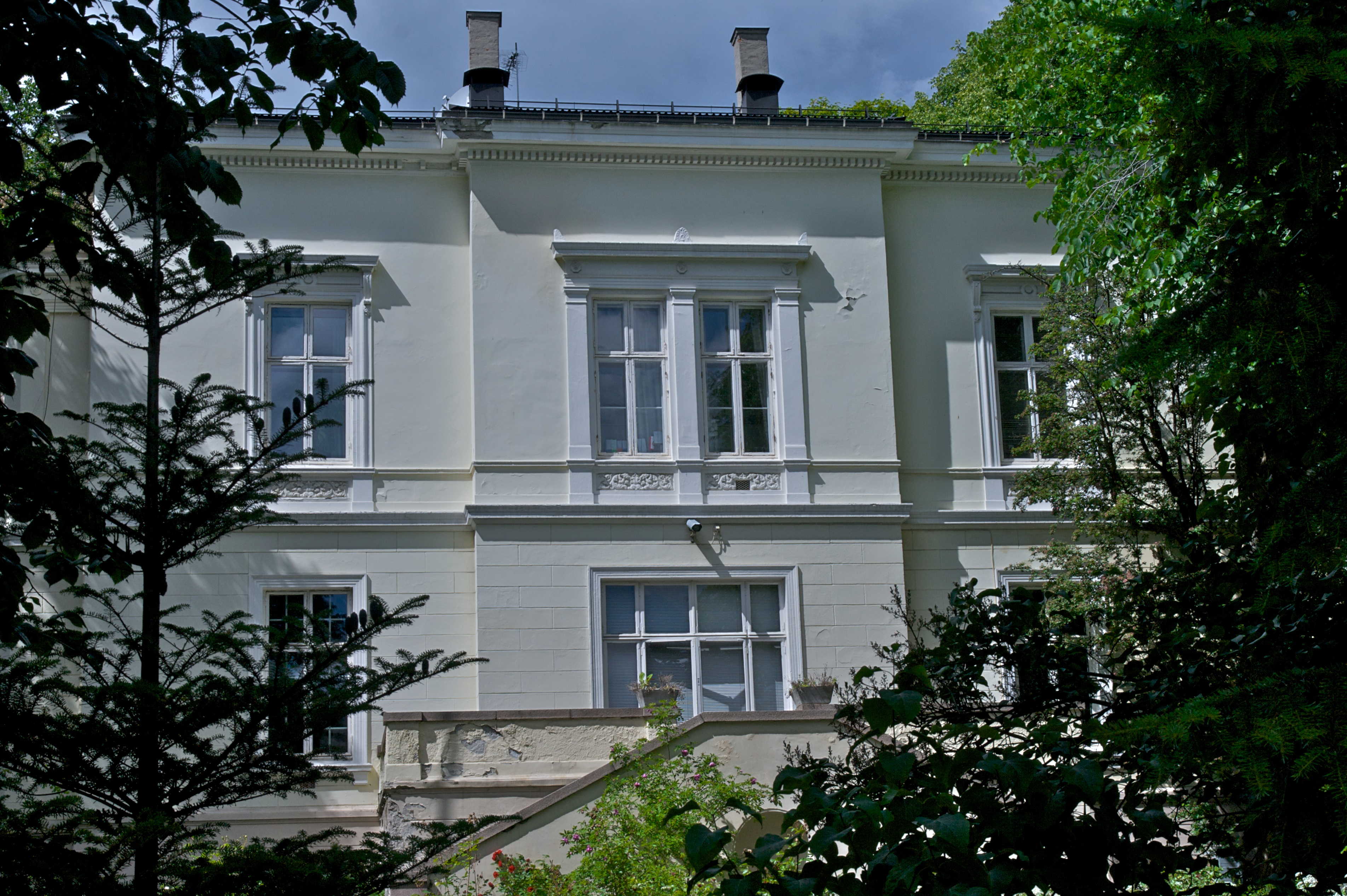
La facciata dell'Ambasciata d'Italia in Norvegia, ad Oslo.

L'ambasciatore d'Italia in Norvegia (in norvegese Italias Ambassadør i Norge) è il capo della missione diplomatica della Repubblica Italiana nel regno di Norvegia.

## Storia
Il regno d'Italia è stato tra i primi stati sovrani a riconoscere la nuova nazione sorta in seguito alla scissione del regno di Svezia-Norvegia del 3 agosto 1905.
L'ambasciata fu inizialmente stabilita a Copenaghen e il capo missione aveva il rango di inviato straordinario e ministro plenipotenziario. A partire dal 1955 il grado del capo missione venne accresciuto ad ambasciatore.
Nel 1912 la sede fu spostata ad Oslo; l'attuale cancelleria sita in Inkognitogaten 7 fu presa in affitto dallo Stato italiano a metà degli anni sessanta e acquistata il 30 dicembre 1983.
Dal 12 febbraio 2018 l'ambasciatore d'Italia in Norvegia è Alberto Colella, con incarichi anche per l'Islanda.

## Lista degli ambasciatori
Quella che segue è una lista degli ambasciatori italiani in Norvegia.
| Nomina           | Titolo                            | Capo missione                                                   | Sede       | Nominato dal governo   | Accreditato da         | Note |
| ---------------- | --------------------------------- | --------------------------------------------------------------- | ---------- | ---------------------- | ---------------------- | ---- |
| 1º aprile 1906   | Inv. Str. e Min. Plenip. con L.C. | Giorgio Calvi Di Bergolo                                        | Copenaghen | Governo Sonnino I      | Christian Michelsen    |      |
| 12 giugno 1910   | Inv. Str. e Min. Plenip.          | Emanuele Berti                                                  | Copenaghen | Governo Luzzatti       | Wollert Konow          |      |
| 30 agosto 1912   | Inv. Str. e Min. Plenip.          | Fedele De Novellis                                              | Oslo       | Governo Giolitti IV    | Jens Bratlie           |      |
| 13 luglio 1914   | Inv. Str. e Min. Plenip.          | Giulio Cesare Montagna                                          | Oslo       | Governo Salandra I     | Gunnar Knudsen         |      |
| 29 gennaio 1920  | Inv. Str. e Min. Plenip.          | Silvio Cambiagio                                                | Oslo       | Governo Nitti II       | Gunnar Knudsen         |      |
| 7 agosto 1925    | Inv. Str. e Min. Plenip.          | Alessandro Compans di Brichanteau Challant                      | Oslo       | Governo Mussolini      | Johan Ludwig Mowinckel |      |
| 6 febbraio 1927  | Inv. Str. e Min. Plenip. con L.C. | Carlo Senni                                                     | Oslo       | Governo Mussolini      | Ivar Lykke             |      |
| 26 maggio 1930   | Inv. Str. e Min. Plenip.          | Alberto De Marsanich                                            | Oslo       | Governo Mussolini      | Johan Ludwig Mowinckel |      |
| 31 ottobre 1934  | Inv. Str. e Min. Plenip.          | Marcello Roddolo                                                | Oslo       | Governo Mussolini      | Johan Ludwig Mowinckel |      |
| 1º novembre 1936 | Inv. Str. e Min. Plenip.          | Giovanni Amadori                                                | Oslo       | Governo Mussolini      | Johan Nygaardsvold     |      |
| 2 settembre 1938 | Inv. Str. e Min. Plenip.          | Romano Lodi Fé                                                  | Oslo       | Governo Mussolini      | Johan Nygaardsvold     |      |
| 9 novembre 1945  | Inv. Str. e Min. Plenip.          | Guglielmo Rulli                                                 | Oslo       | Governo Parri          | Einar Gerhardsen       |      |
| 4 settembre 1951 | Inv. Str. e Min. Plenip.          | Carlo Alberto de Vera d'Aragona d'Alvito                        | Oslo       | Governo De Gasperi VII | Einar Gerhardsen       |      |
| 20 agosto 1955   | Ambasciatore con L.C.             | Paolo Vita Finzi                                                | Oslo       | Governo Segni I        | Einar Gerhardsen       |      |
| 9 dicembre 1958  | Ambasciatore con L.C.             | Guido Colonna di Paliano                                        | Oslo       | Governo Fanfani II     | Einar Gerhardsen       |      |
| 30 aprile 1962   | Ambasciatore con L.C.             | Silvio Daneo                                                    | Oslo       | Governo Fanfani IV     | Einar Gerhardsen       |      |
| 3 aprile 1964    | Ambasciatore                      | Silvio Daneo                                                    | Oslo       | Governo Moro I         | Einar Gerhardsen       |      |
| 18 novembre 1964 | Ambasciatore con L.C.             | Adalberto Figarolo di Gropello                                  | Oslo       | Governo Moro II        | Einar Gerhardsen       |      |
| 5 ottobre 1967   | Ambasciatore con L.C.             | Raffaele Clementi di San Michele                                | Oslo       | Governo Moro III       | Per Borten             |      |
| 5 dicembre 1970  | Ambasciatore con L.C.             | Gennaro De Novellis                                             | Oslo       | Governo Colombo        | Per Borten             |      |
| 14 maggio 1973   | Ambasciatore con L.C.             | Giulio Terruzzi                                                 | Oslo       | Governo Andreotti II   | Lars Korvald           |      |
| 28 luglio 1976   | Ambasciatore con L.C.             | Diego Simonetti                                                 | Oslo       | Governo Moro V         | Odvar Nordli           |      |
| 5 settembre 1979 | Ambasciatore con L.C.             | Franco Ferretti                                                 | Oslo       | Governo Cossiga I      | Odvar Nordli           |      |
| 21 luglio 1985   | Ambasciatore con L.C.             | Giuseppe Scaglia                                                | Oslo       | Governo Craxi I        | Kåre Willoch           |      |
| 5 dicembre 1989  | Ambasciatore con L.C.             | Massimo Curcio                                                  | Oslo       | Governo Andreotti VI   | Jan P. Syse            |      |
| 4 dicembre 1993  | Ambasciatore con L.C.             | Antonio Badini                                                  | Oslo       | Governo Ciampi         | Gro Harlem Brundtland  |      |
| 31 gennaio 1996  | Ambasciatore con L.C.             | Mario Quagliotti                                                | Oslo       | Governo Dini           | Gro Harlem Brundtland  |      |
| 26 ottobre 1999  | Ambasciatore con L.C.             | Andrea Giuseppe Mochi Onory di Saluzzo di Monterosso e Valgrana | Oslo       | Governo D'Alema I      | Kjell Magne Bondevik   |      |
| 4 giugno 2003    | Ambasciatore con L.C.             | Uberto Pestalozza                                               | Oslo       | Governo Berlusconi II  | Kjell Magne Bondevik   |      |
| 2 marzo 2006     | Ambasciatore con L.C.             | Rosa Anna Coniglio                                              | Oslo       | Governo Berlusconi III | Jens Stoltenberg       |      |
| 1º maggio 2010   | Ambasciatore con L.C.             | Antonio Bandini                                                 | Oslo       | Governo Berlusconi IV  | Jens Stoltenberg       |      |
| 5 settembre 2013 | Ambasciatore con L.C.             | Giorgio Novello                                                 | Oslo       | Governo Letta          | Jens Stoltenberg       |      |
| 12 febbraio 2018 | Ambasciatore con L.C.             | Alberto Colella                                                 | Oslo       | Governo Gentiloni      | Erna Solberg           |      |
| 25 agosto 2022   | Ambasciatore con L.C.             | Stefano Nicoletti.                                              | Oslo       | Governo Draghi         | Jonas Gahr Støre       |      |

## Altre sedi diplomatiche d'Italia in Norvegia
Oltre all'ambasciata ad Oslo, esiste un'estesa rete consolare della repubblica italiana nel territorio norvegese:
| Tipologia                   | Sede                 | Vice Console               | Note                                               |
| --------------------------- | -------------------- | -------------------------- | -------------------------------------------------- |
| Vice Consolato Onorario     | Bergen               | Peter Kristoffer BLÜCHER   |                                                    |
| Vice Consolato Onorario     | Stavanger            | Alessia GALFANO            |                                                    |
| Agenzia Consolare           | Svolvær              | Anniken ELLINGSEN AARSTEIN |                                                    |
| Vice Consolato Onorario     | Trondheim            | Giuseppe MARINELLI         |                                                    |
| Vice Consolato Onorario     | Tromsø               | Vacante                    |                                                    |
| Agenzia Consolare           | Ålesund              | Vacante                    |                                                    |
| Consolato Generale Onorario | Reykjavik ( Islanda) | Rosa Björg JÓNSDÓTTIR      | Sotto la giurisdizione dell'ambasciata in Norvegia |